# Oude Spoorbaan (Eindhoven)
Oude Spoorbaan is een buurt in de wijk Rozenknopje in het Eindhovense stadsdeel Gestel. De buurt ligt in het zuidwesten van Eindhoven tegen het stadsdeel Centrum aan, rondom de Hoogstraat. Op 1 januari 2023 telde de buurt 2.205 inwoners, verdeeld over 1.285 woningen, met een gemiddelde WOZ-waarde van € 307.000, op een oppervlakte van 0,27 km².
De naam “Oude Spoorbaan” verwijst naar de spoorlijn tussen Eindhoven en Hasselt die in 1866 werd aangelegd. In 1959 werd de spoorlijn gesloten, maar het witte overweghuisje op de hoek Hoogstraat/Hagenkampweg - “het Spoorhuisje” - is bewaard gebleven. De buurt kent met name langs de Hoogstraat vooroorlogse woningbouw en daar omheen voornamelijk naoorlogse bebouwing.

## Fotogalerij

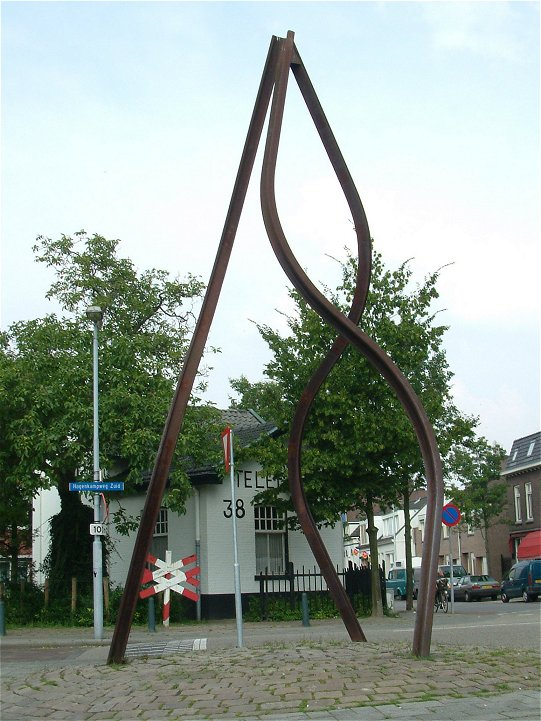
Kunstwerk met op de achtergrond het oude spoorhuisje
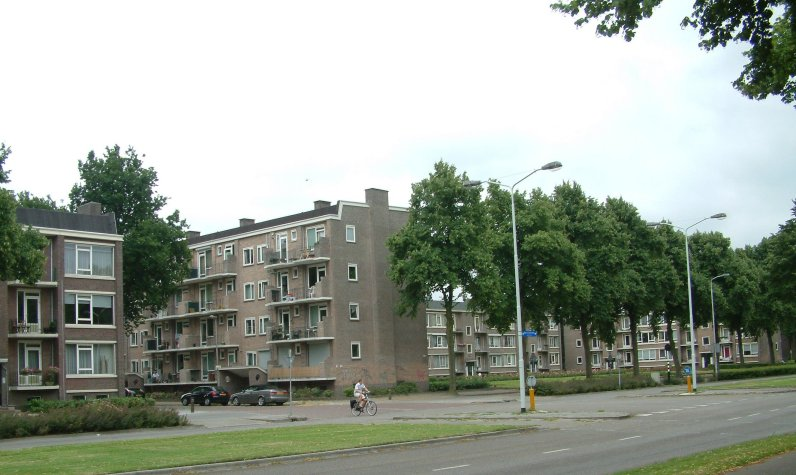
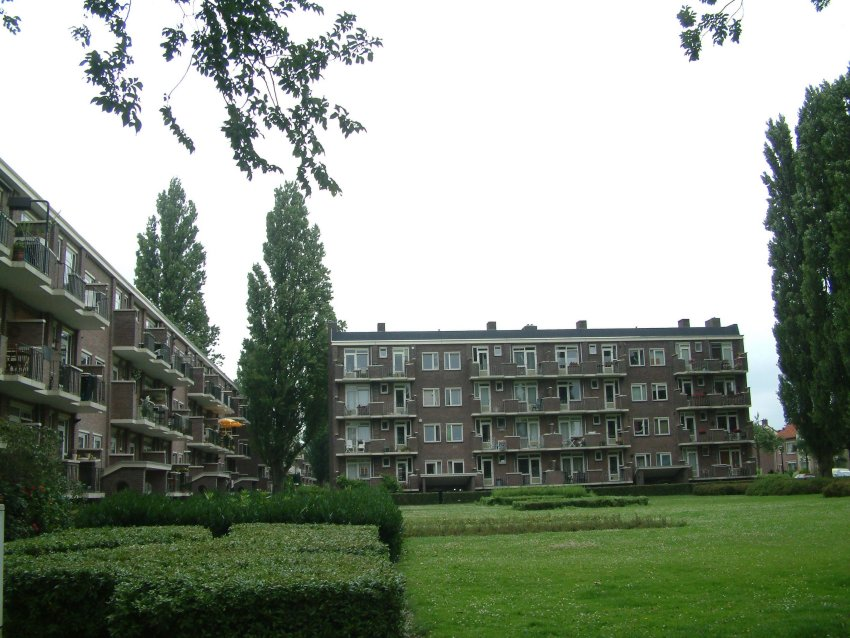
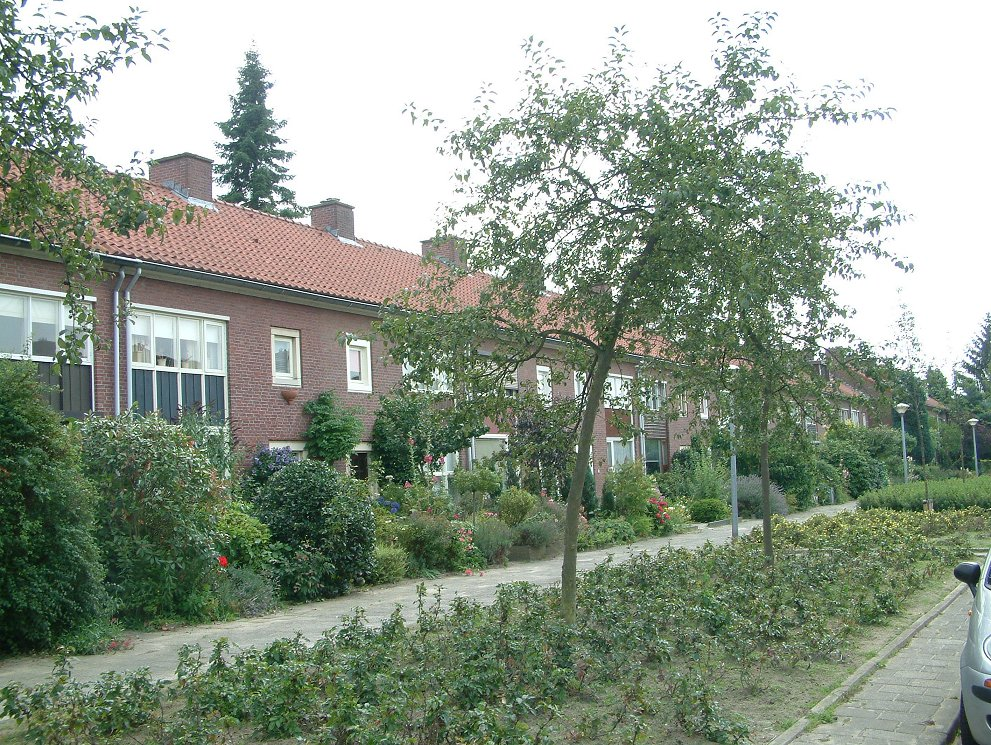